# Níkos Pappás (homme politique)
Pour les articles homonymes, voir Níkos Pappás.
Nikólaos « Níkos » Pappás (grec moderne : Νικόλαος «Νίκος» Παππάς), né le 16 juillet 1976 à Athènes, est un homme politique grec.

## Biographie
Níkos Pappás est élu député au Parlement grec lors des élections législatives grecques de janvier 2015 dans la deuxième circonscription d'Athènes.
Il est ministre d'État dans le gouvernement Tsípras I entre le 27 janvier et le 27 août 2015, puis ministre de la Politique numérique du gouvernement Tsípras II du 4 novembre 2016 au 9 juillet 2019.